# Claude Antoine Gaspard Riche
Claude Antoine Gaspard Riche (Chamelet, 1762 – Mont-Dore, 1797) è stato un naturalista francese.
Era fratello dell'agrimensore Gaspard Riche, barone di Prony (1755-1839). Studiò medicina a Montpellier, dove conseguì il dottorato nel 1787, dopo aver condotto studi botanici e geologici sulle montagne della regione di Linguadoca. Si trasferì a Parigi dove partecipò, assieme a Alexandre Brongniart, Augustin-François de Silvestre, Charles de Broval e Petit alla creazione della Société Philomathique de Paris (Società filomatica di Parigi).
Riche partecipò, nel 1799, alla spedizione guidata da Antoine Bruni d'Entrecasteaux (1737-1793) sulle tracce dello scomparso Jean-François de La Pérouse (1741-1788). Dopo essere stato fatto prigioniero dagli olandesi a Giava, tornò a Mauritius nel 1794, e fece ritorno in Francia nel 1797, dove morì di stenti poco dopo.
Nel 1787 pubblicò Considérations sur la chimie des végétaux, stampata da T. Domergue, Avignone.